# Libanon ved OL
Libanon deltog første gang i olympiske lege under Sommer-OL 1948 i London og har siden deltaget i alle  sommerlege undtaget Sommer-OL 1956 i Melbourne, som de boykottede i protest mod Storbritannien, Frankrig og Israels invasion af Egypten i forbindelse med Suezkrisen samme år. De deltog første gang i vinterlege under Vinter-OL 1948 i St. Moritz og har deltaget i alle efterfølgende vinterlege undtaget Vinter-OL 1994 i Lillehammer og Vinter-OL 1998 i Nagano.

## Medaljeoversigt
| Libanons medaljer under de olympiske sommerlege | Libanons medaljer under de olympiske sommerlege | Libanons medaljer under de olympiske sommerlege | Libanons medaljer under de olympiske sommerlege | Libanons medaljer under de olympiske sommerlege | Libanons medaljer under de olympiske sommerlege |                        | Libanons medaljer under de olympiske vinterlege | Libanons medaljer under de olympiske vinterlege | Libanons medaljer under de olympiske vinterlege | Libanons medaljer under de olympiske vinterlege | Libanons medaljer under de olympiske vinterlege | Libanons medaljer under de olympiske vinterlege |
| Lege                                            | Guld                                            | Sølv                                            | Bronze                                          | Totalt                                          | Rang                                            | Lege                   | Guld                                            | Sølv                                            | Bronze                                          | Totalt                                          | Rang                                            |                                                 |
| 1948 London                                     | 0                                               | 0                                               | 0                                               | 0                                               | –                                               | 1948 St. Moritz        | 0                                               | 0                                               | 0                                               | 0                                               | –                                               |                                                 |
| 1952 Helsingfors                                | 0                                               | 1                                               | 1                                               | 2                                               | 32                                              | 1952 Oslo              | 0                                               | 0                                               | 0                                               | 0                                               | –                                               |                                                 |
| 1956 Melbourne/Stockholm                        | Deltog ikke                                     | Deltog ikke                                     | Deltog ikke                                     | Deltog ikke                                     | Deltog ikke                                     | 1956 Cortina d'Ampezzo | 0                                               | 0                                               | 0                                               | 0                                               | –                                               |                                                 |
| 1960 Roma                                       | 0                                               | 0                                               | 0                                               | 0                                               | –                                               | 1960 Squaw Valley      | 0                                               | 0                                               | 0                                               | 0                                               | –                                               |                                                 |
| 1964 Tokyo                                      | 0                                               | 0                                               | 0                                               | 0                                               | –                                               | 1964 Innsbruck         | 0                                               | 0                                               | 0                                               | 0                                               | –                                               |                                                 |
| 1968 Mexico by                                  | 0                                               | 0                                               | 0                                               | 0                                               | –                                               | 1968 Grenoble          | 0                                               | 0                                               | 0                                               | 0                                               | –                                               |                                                 |
| 1972 München                                    | 0                                               | 1                                               | 0                                               | 1                                               | 33                                              | 1972 Sapporo           | 0                                               | 0                                               | 0                                               | 0                                               | –                                               |                                                 |
| 1976 Montréal                                   | 0                                               | 0                                               | 0                                               | 0                                               | –                                               | 1976 Innsbruck         | 0                                               | 0                                               | 0                                               | 0                                               | –                                               |                                                 |
| 1980 Moskva                                     | 0                                               | 0                                               | 1                                               | 1                                               | 35                                              | 1980 Lake Placid       | 0                                               | 0                                               | 0                                               | 0                                               | –                                               |                                                 |
| 1984 Los Angeles                                | 0                                               | 0                                               | 0                                               | 0                                               | –                                               | 1984 Sarajevo          | 0                                               | 0                                               | 0                                               | 0                                               | –                                               |                                                 |
| 1988 Seoul                                      | 0                                               | 0                                               | 0                                               | 0                                               | –                                               | 1988 Calgary           | 0                                               | 0                                               | 0                                               | 0                                               | –                                               |                                                 |
| 1992 Barcelona                                  | 0                                               | 0                                               | 0                                               | 0                                               | –                                               | 1992 Albertville       | 0                                               | 0                                               | 0                                               | 0                                               | –                                               |                                                 |
| 1996 Atlanta                                    | 0                                               | 0                                               | 0                                               | 0                                               | –                                               | 1994 Lillehammer       | Deltog ikke                                     | Deltog ikke                                     | Deltog ikke                                     | Deltog ikke                                     | Deltog ikke                                     |                                                 |
| 2000 Sydney                                     | 0                                               | 0                                               | 0                                               | 0                                               | –                                               | 1998 Nagano            | Deltog ikke                                     | Deltog ikke                                     | Deltog ikke                                     | Deltog ikke                                     | Deltog ikke                                     |                                                 |
| 2004 Athen                                      | 0                                               | 0                                               | 0                                               | 0                                               | –                                               | 2002 Salt Lake City    | 0                                               | 0                                               | 0                                               | 0                                               | –                                               |                                                 |
| 2008 Beijing                                    | 0                                               | 0                                               | 0                                               | 0                                               | –                                               | 2006 Torino            | 0                                               | 0                                               | 0                                               | 0                                               | –                                               |                                                 |
| 2012 London                                     | 0                                               | 0                                               | 0                                               | 0                                               | –                                               | 2010 Vancouver         | 0                                               | 0                                               | 0                                               | 0                                               | –                                               |                                                 |
| 2016 Rio de Janeiro                             | 0                                               | 0                                               | 0                                               | 0                                               | –                                               | 2014 Sotji             | 0                                               | 0                                               | 0                                               | 0                                               | –                                               |                                                 |
| 2020 Tokyo                                      |                                                 |                                                 |                                                 |                                                 |                                                 | 2018 Pyeongchang       | 0                                               | 0                                               | 0                                               | 0                                               | –                                               |                                                 |
| Totalt                                          | 0                                               | 2                                               | 2                                               | 4                                               |                                                 | Totalt                 | 0                                               | 0                                               | 0                                               | 0                                               |                                                 |                                                 |